# Fritz Bache
Fritz Bache (Berlino, 29 marzo 1898 – 6 dicembre 1959) è stato un calciatore tedesco, di ruolo difensore.